# Santos FC (Burkina Faso)
Santos Football Club znany jako Santos FC – etiopski klub piłkarski grający w drugiej lidze burkińskiej, a niegdyś w pierwszej lidze burkińskiej, mający siedzibę w mieście Wagadugu.

## Sukcesy
- I liga[1]:
  - wicemistrzostwo (1): 2013

## Stadion
Domowe mecze klub rozgrywa na stadionie o nazwie Stadion Miejski w Wagadugu, który może pomieścić 15000 widzów.

## Reprezentanci kraju grający w klubie od 1991 roku
Stan na kwiecień 2023.
| - Aristide Bancé - Razack Bénin - Abdoulaye Bombiri - Oumar Compaoré - Yaya Darlaine Coulibaly - Valentin Dah - Ibrahim Dao - Ibrahim Gnanou - Francis Kaboré - Constant Kambou - Mahamoudou Kéré - Dieudonné Minoungou | - Dramane Nikièma - Abdramane Ouattara - Alassane Ouédraogo - Hamado Kassi Ouédraogo - Serge Ouédraogo - Grégoire Sawadogo - Hamed Sawadogo - Mamadou Tall - Soumaïla Tassembedo - Zakari Lambo - Komi-Foovi Aguidi |